# Bais (Ille-et-Vilaine)
Bais település Franciaországban, Ille-et-Vilaine megyében. Lakosainak száma 2511 fő (2022. január 1.). Bais Torcé, Domalain, Louvigné-de-Bais, Marcillé-Robert, Moulins, Vergéal, Visseiche és Piré-Chancé községekkel határos.

## Népesség
A település népességének változása:
| Lakosok száma | 2095 | 1913 | 1821 | 2004 | 2235 | 2354 | 2419 | 2455 | 2466 | 2511 |
|               | 1968 | 1982 | 1990 | 2006 | 2013 | 2015 | 2017 | 2019 | 2020 | 2022 |